# Ein Abend mit Adele
Ein Abend mit Adele bzw. Adele One Night Only ist ein Konzertspecial mit der britischen Sängerin und Songwriterin Adele. Die Show, eine Mischung aus Konzert und Interview, wurde zum ersten Mal am 14. November 2021 auf dem US-amerikanischen Sender CBS ausgestrahlt und in den USA auf dem Streamingplattform Paramount+ veröffentlicht. Adele sang drei neue Lieder von ihrem vierten Studioalbum 30 (2021) sowie einige Hits aus den drei vorherigen Alben 19 (2008), 21 (2011) und 25 (2015). Zwischendurch waren Ausschnitte aus einem Interview mit der US-amerikanischen Talkshow-Moderatorin Oprah Winfrey zu sehen; sie sprach mit der Britin über ihre neuen Songs und ihr Leben.

## Konzert
Das Konzert fand am 24. Oktober 2021 vor dem Griffith-Observatorium in Los Angeles statt. Adele gab damit zum ersten Mal seit sechs Jahren wieder ein Livekonzert. Nach Angaben des ausführenden Produzenten Ben Winston wurde das Konzert ohne vorherige Proben aufgenommen, da es ursprünglich für den 25. Oktober angesetzt war, der Wetterdienst jedoch für diesen Tag einen Sturm voraussagte.
Unter den Gästen waren James Corden, Drake, Selena Gomez, Dua Lipa, Tyler Perry, Melissa McCarthy, Donald Glover, Nicole Richie, Seth Rogen, Gordon Ramsay, Molly Shannon, Ellen DeGeneres, Sarah Paulson, Holland Taylor, Aaron Paul, Jesse Tyler Ferguson, Tracee Ellis Ross, Gabrielle Union, Dwyane Wade, Kris Jenner, Lizzo, Ava DuVernay und Leonardo DiCaprio.

### Setliste
1. Hello
2. Easy on Me
3. Skyfall
4. I Drink Wine
5. Someone like You
6. When We Were Young
7. Make You Feel My Love
8. Hold On
9. Rolling in the Deep
10. Love Is a Game[4]

## Ausstrahlung und Veröffentlichung

### Vereinigte Staaten
Am 14. November 2021 lief das exklusive TV-Konzert beim US-Network CBS und wurde in den USA am selben Tag auf dem Streamingdienst Paramount+ veröffentlicht. Das Fernsehspecial wurde von 10,33 Millionen Zuschauern gesehen und übertraf damit die üblichen Zuschauerzahlen von CBS an einem Sonntag. Die Zuschauerzahl liegt nur knapp hinter der Oscarverleihung 2021 (10,4 Millionen). Es war auch die höchste Einschaltquote für eine CBS-Unterhaltungssendung, seit Oprah mit einem Interview mit Herzogin Meghan und Prinz Harry im März mehr als 17 Millionen Zuschauer erreichte.

### Deutschsprachiger Raum
Am 21. November 2021 erschien die Show unter dem Titel Ein Abend mit Adele als Deutschlandpremiere in der ARD Mediathek. Im deutschen Fernsehen wurde das Special am 4. Dezember 2021 im Ersten ausgestrahlt. Am 18. Dezember 2021 wurde die Show im MDR Fernsehen gesendet und erreichte 153.000 Zuschauer im Sendegebiet, was einem Marktanteil von 4,5 % entspricht.
In der Schweiz zeigte das SRF das Konzert-Special zum ersten Mal am 28. November 2021. Die Erstausstrahlung des Konzerts auf SRF zwei wurde von 20.000 Zuschauern geschaut und erreichte einen Marktanteil von 3,8 %.

### Andere Länder
| Land               | Sender          | Erstausstrahlung  | Abweichender Titel                         | Quelle        |
| ------------------ | --------------- | ----------------- | ------------------------------------------ | ------------- |
| Kanada             | Global          | 14. November 2021 |                                            | [ 9 ]         |
| Australien         | Seven Network   | 21. November 2021 |                                            | [ 10 ]        |
| Brasilien          | Globoplay       | 21. November 2021 |                                            |               |
| Dänemark           | TV 2 Charlie    | 21. November 2021 | Adele live fra Los angeles                 | [ 11 ]        |
| Griechenland       | Alpha TV        | 21. November 2021 |                                            | [ 12 ]        |
| Hongkong           | Now Studio      | 21. November 2021 |                                            | [ 13 ]        |
| Indien             | Vidio           | 21. November 2021 |                                            | [ 14 ]        |
| Malaysia           | Showcase Movies | 21. November 2021 |                                            |               |
| Philippinen        | Discovery+      | 21. November 2021 |                                            | [ 15 ]        |
| Slowakei           | TV Doma         | 21. November 2021 |                                            | [ 16 ]        |
| Finnland           | Yle TV2         | 22. November 2021 |                                            |               |
| Neuseeland         | TVNZ 2          | 22. November 2021 |                                            | [ 17 ] [ 18 ] |
| Südafrika          | M-Net           | 22. November 2021 |                                            |               |
| Niederlande        | NPO 3 (NTR)     | 23. November 2021 |                                            | [ 19 ]        |
| Mexiko             | Canal 5         | 26. November 2021 |                                            | [ 20 ]        |
| Norwegen           | NRK 1           | 26. November 2021 | En kveld med Adele                         | [ 21 ]        |
| Belgien (Flandern) | Eén             | 27. November 2021 |                                            | [ 22 ]        |
| Spanien            | La 1            | 27. November 2021 | Una noche con Adele                        | [ 23 ]        |
| Südkorea           | Wavve           | 30. November 2021 | 원데이 위드 아델                           | [ 24 ]        |
| Belgien (Wallonie) | Tipik           | 3. Dezember 2021  |                                            | [ 25 ]        |
| Frankreich         | TMC             | 3. Dezember 2021  | One night with Adele: le concert événement | [ 26 ]        |
| Monaco             | TMC             | 3. Dezember 2021  | One night with Adele: le concert événement | [ 26 ]        |
| Ungarn             | RTL Klub        | 4. Dezember 2021  | Adele - Az interjú                         | [ 27 ]        |
| Russland           | Perwy kanal     | 18. Dezember 2021 | Вечер с Адель                              | [ 28 ]        |
| Portugal           | RTP2            | 18. Dezember 2021 | Adele - Uma Noite Única                    | [ 29 ]        |